# Volta a Suïssa 2016
La Volta a Suïssa 2016 fou la 80a edició de la Volta a Suïssa, una competició ciclista per etapes que es disputà per les carreteres de Suïssa i Àustria entre l'11 i el 19 de juny de 2016. El seu recorregut previst era de 1.227,9 km, però el mal temps obligà a reduir 60 km de la darrera etapa. Aquest quilòmetres foren distribuït en 9 etapes, amb inici a Baar, amb una contrarellotge individual, i final a Davos. La cursa era la dissetena prova de l'UCI World Tour 2016.
El vencedor final fou el colombià Miguel Ángel López (Astana Qazaqstan Team), que tot i no guanyar cap etapa s'imposà per 12" a l'espanyol Ion Izagirre (Movistar Team) i per 18 al francès Warren Barguil (Team Giant-Alpecin). La classificació de la muntanya fou pel Antwan Tolhoek (Roompot Oranje Peloton), mentre Maximiliano Richeze (Etixx-Quick Step) s'endugué la classificació dels punts i el Team Katusha s'endugué la classificació per equips.

## Equips participants
En la Volta a Suïssa, en tant, que prova World Tour, hi participen els 18 equips World Tour. A banda, l'organització va convidar a quatre equips.
| Núm.    | Codi | Equip              |
| ------- | ---- | ------------------ |
| 1-8     | KAT  | Team Katusha       |
| 11-18   | TFS  | Trek-Segafredo     |
| 21-28   | OGE  | Orica-GreenEDGE    |
| 31-38   | BMC  | BMC Racing Team    |
| 41-48   | TNK  | Team Tinkoff       |
| 51-58   | SKY  | Team Sky           |
| 61-68   | TLJ  | Team LottoNL-Jumbo |
| 71-78   | LAM  | Lampre-Merida      |
| 81-88   | TGA  | Team Giant-Alpecin |
| 91-98   | CPT  | Cannondale         |
| 101-108 | LTS  | Lotto Soudal       |

| Núm.    | Codi | Equip                  |
| ------- | ---- | ---------------------- |
| 111-118 | EQS  | Etixx-Quick Step       |
| 121-128 | DDD  | Dimension Data         |
| 131-138 | FDJ  | FDJ                    |
| 141-148 | IAM  | IAM Cycling            |
| 151-158 | AST  | Astana Qazaqstan Team  |
| 161-168 | ALM  | AG2R La Mondiale       |
| 171-178 | MOV  | Movistar Team          |
| 181-188 | CCC  | CCC Sprandi Polkowice  |
| 191-198 | ROT  | Team Roth              |
| 201-208 | ROP  | Roompot Oranje Peloton |
| 211-218 | VAT  | Verva ActiveJet        |

## Etapes
| Etapa    | Data       | Ciutats d'etapa            | type                      | Distància (km) | Vencedor de l'etapa             | Líder de la general       |
| -------- | ---------- | -------------------------- | ------------------------- | -------------- | ------------------------------- | ------------------------- |
| 1a etapa | 11 de juny | Baar – Baar                | pròleg                    | 6,4            | Fabian Cancellara               | Fabian Cancellara         |
| 2a etapa | 12 de juny | Baar – Baar                | etapa de mitja muntanya   | 187,6          | Peter Sagan                     | Jürgen Roelandts          |
| 3a etapa | 13 de juny | Grosswangen – Rheinfelden  | etapa plana               | 192,6          | Peter Sagan                     | Peter Sagan               |
| 4a etapa | 14 de juny | Rheinfelden – Champagne    | etapa plana               | 193            | Maximiliano Richeze Araquistain | Peter Sagan               |
| 5a etapa | 15 de juny | Brig-Glis – Carì           | etapa de muntanya         | 126,4          | John Darwin Atapuma Hurtado     | Pierre Latour             |
| 6a etapa | 16 de juny | Weesen – Amden             | etapa de mitja muntanya   | 162,8          | Pieter Weening                  | Wilco Kelderman           |
| 7a etapa | 17 de juny | Arbon – Sölden             | etapa de muntanya         | 224,3          | Tejay van Garderen              | Warren Barguil            |
| 8a etapa | 18 de juny | Davos – Davos              | contrarellotge individual | 16,8           | Ion Izagirre Insausti           | Miguel Ángel López Moreno |
| 9a etapa | 19 de juny | La Punt Chamues-ch – Davos | etapa de muntanya         | 57             | Jarlinson Pantano Gómez         | Miguel Ángel López Moreno |

### Pròleg
11 de juny. Baar - Baar, 6,4 km (contrarellotge individual)
|    | Ciclista                | Equip              | Temps  |
| -- | ----------------------- | ------------------ | ------ |
| 1  | Fabian Cancellara (SUI) | Trek-Segafredo     | 7' 38" |
| 2  | Jürgen Roelandts (BEL)  | Lotto Soudal       | + 1"   |
| 3  | Luke Durbridge (AUS)    | Orica-GreenEDGE    | + 2"   |
| 4  | Martin Elmiger (SUI)    | IAM Cycling        | + 6"   |
| 5  | Ion Izagirre (ESP)      | Movistar Team      | + 6"   |
| 6  | Tim Wellens (BEL)       | Lotto Soudal       | + 7"   |
| 7  | Johan Le Bon (FRA)      | FDJ                | + 9"   |
| 8  | Silvan Dillier (SUI)    | BMC Racing Team    | + 9"   |
| 9  | Gorka Izagirre (ESP)    | Movistar Team      | + 10"  |
| 10 | Wilco Kelderman (NED)   | Team LottoNL-Jumbo | + 10"  |

|    | Ciclista                | Equip              | Temps  |
| -- | ----------------------- | ------------------ | ------ |
| 1  | Fabian Cancellara (SUI) | Trek-Segafredo     | 7' 38" |
| 2  | Jürgen Roelandts (BEL)  | Lotto Soudal       | + 1"   |
| 3  | Luke Durbridge (AUS)    | Orica-GreenEDGE    | + 2"   |
| 4  | Martin Elmiger (SUI)    | IAM Cycling        | + 6"   |
| 5  | Ion Izagirre (ESP)      | Movistar Team      | + 6"   |
| 6  | Tim Wellens (BEL)       | Lotto Soudal       | + 7"   |
| 7  | Johan Le Bon (FRA)      | FDJ                | + 9"   |
| 8  | Silvan Dillier (SUI)    | BMC Racing Team    | + 9"   |
| 9  | Gorka Izagirre (ESP)    | Movistar Team      | + 10"  |
| 10 | Wilco Kelderman (NED)   | Team LottoNL-Jumbo | + 10"  |

### 1a etapa
12 de juny. Baar - Baar, 187,6 km
|    | Ciclista                          | Equip              | Temps      |
| -- | --------------------------------- | ------------------ | ---------- |
| 1  | Peter Sagan (SVK)                 | Team Tinkoff       | 4h 35' 19" |
| 2  | Maximiliano Richeze (ARG)         | Etixx-Quick Step   | m.t.       |
| 3  | Michael Matthews (AUS)            | Orica-GreenEDGE    | m.t.       |
| 4  | Magnus Cort Nielsen (DEN)         | Orica-GreenEDGE    | m.t.       |
| 5  | Jürgen Roelandts (BEL)            | Lotto Soudal       | m.t.       |
| 6  | Jasper Stuyven (BEL)              | Trek-Segafredo     | m.t.       |
| 7  | Danny van Poppel (NED)            | Team Sky           | + 3"       |
| 8  | Reinardt Janse van Rensburg (RSA) | Dimension Data     | + 3"       |
| 9  | Sven Erik Bystrøm (NOR)           | Team Katusha       | + 3"       |
| 10 | Tom Van Asbroeck (BEL)            | Team LottoNL-Jumbo | + 3"       |

|    | Ciclista                | Equip           | Temps      |
| -- | ----------------------- | --------------- | ---------- |
| 1  | Jürgen Roelandts (BEL)  | Lotto Soudal    | 4h 42' 56" |
| 2  | Fabian Cancellara (SUI) | Trek-Segafredo  | + 1"       |
| 3  | Luke Durbridge (AUS)    | Orica-GreenEDGE | + 6"       |
| 4  | Peter Sagan (SVK)       | Team Tinkoff    | + 10"      |
| 5  | Martin Elmiger (SUI)    | IAM Cycling     | + 10"      |
| 6  | Ion Izagirre (ESP)      | Movistar Team   | + 10"      |
| 7  | Tim Wellens (BEL)       | Lotto Soudal    | + 11"      |
| 8  | Johan Le Bon (FRA)      | FDJ             | + 13"      |
| 9  | Silvan Dillier (SUI)    | BMC Racing Team | + 13"      |
| 10 | Gorka Izagirre (ESP)    | Movistar Team   | + 14"      |

### 2a etapa
13 de juny. Grosswangen - Rheinfelden, 192,6 km
|    | Ciclista                      | Equip              | Temps      |
| -- | ----------------------------- | ------------------ | ---------- |
| 1  | Peter Sagan (SVK)             | Team Tinkoff       | 4h 31' 17" |
| 2  | Michael Albasini (SUI)        | IAM Cycling        | m.t.       |
| 3  | Silvan Dillier (SUI)          | BMC Racing Team    | m.t.       |
| 4  | Maximiliano Richeze (ARG)     | Etixx-Quick Step   | + 3"       |
| 5  | Jürgen Roelandts (BEL)        | Lotto Soudal       | + 3"       |
| 6  | Jhonatan Restrepo (COL)       | Team Katusha       | + 3"       |
| 7  | Michael Matthews (AUS)        | Orica-GreenEDGE    | + 3"       |
| 8  | Rui Costa (POR)               | Lampre-Merida      | + 3"       |
| 9  | Simon Geschke (GER)           | Team Giant-Alpecin | + 3"       |
| 10 | Christopher Juul Jensen (DEN) | Orica-GreenEDGE    | + 3"       |

|    | Ciclista               | Equip              | Temps      |
| -- | ---------------------- | ------------------ | ---------- |
| 1  | Peter Sagan (SVK)      | Team Tinkoff       | 9h 14' 13" |
| 2  | Jürgen Roelandts (BEL) | Lotto Soudal       | + 3"       |
| 3  | Silvan Dillier (SUI)   | BMC Racing Team    | + 3"       |
| 4  | Ion Izagirre (ESP)     | Movistar Team      | + 13"      |
| 5  | Tim Wellens (BEL)      | Lotto Soudal       | + 14"      |
| 6  | Gorka Izagirre (ESP)   | Movistar Team      | + 17"      |
| 7  | Wilco Kelderman (NED)  | Team LottoNL-Jumbo | + 17"      |
| 8  | Michael Matthews (AUS) | Orica-GreenEDGE    | + 18"      |
| 9  | Geraint Thomas (GBR)   | Team Sky           | + 19"      |
| 10 | Simon Geschke (GER)    | Team Giant-Alpecin | + 20"      |

### 3a etapa
14 de juny. Rheinfelden - Champagne, 193 km
|    | Ciclista                  | Equip                  | Temps      |
| -- | ------------------------- | ---------------------- | ---------- |
| 1  | Maximiliano Richeze (ARG) | Etixx-Quick Step       | 5h 08' 21" |
| 2  | Fernando Gaviria (COL)    | Etixx-Quick Step       | m.t.       |
| 3  | Peter Sagan (SVK)         | Team Tinkoff           | m.t.       |
| 4  | Tom Van Asbroeck (BEL)    | Team LottoNL-Jumbo     | + 2"       |
| 5  | Jasper Stuyven (BEL)      | Trek-Segafredo         | + 2"       |
| 6  | Magnus Cort Nielsen (DEN) | Orica-GreenEDGE        | + 2"       |
| 7  | Raymond Kreder (NED)      | Roompot Oranje Peloton | + 2"       |
| 8  | Andrea Pasqualon (ITA)    | Team Roth              | + 2"       |
| 9  | Jürgen Roelandts (BEL)    | Lotto Soudal           | + 2"       |
| 10 | Warren Barguil (FRA)      | Team Giant-Alpecin     | + 2"       |

|    | Ciclista                  | Equip              | Temps       |
| -- | ------------------------- | ------------------ | ----------- |
| 1  | Peter Sagan (SVK)         | Team Tinkoff       | 14h 22' 30" |
| 2  | Jürgen Roelandts (BEL)    | Lotto Soudal       | + 9"        |
| 3  | Silvan Dillier (SUI)      | BMC Racing Team    | + 9"        |
| 4  | Maximiliano Richeze (ARG) | Etixx-Quick Step   | + 17"       |
| 5  | Ion Izagirre (ESP)        | Movistar Team      | + 19"       |
| 6  | Tim Wellens (BEL)         | Lotto Soudal       | + 20"       |
| 7  | Gorka Izagirre (ESP)      | Movistar Team      | + 23"       |
| 8  | Wilco Kelderman (NED)     | Team LottoNL-Jumbo | + 23"       |
| 9  | Michael Matthews (AUS)    | Orica-GreenEDGE    | + 24"       |
| 10 | Geraint Thomas (GBR)      | Team Sky           | + 25"       |

### 4a etapa
15 de juny. Brig-Glis - Carì, 126,4 km
|    | Ciclista                 | Equip                 | Temps      |
| -- | ------------------------ | --------------------- | ---------- |
| 1  | Darwin Atapuma (COL)     | BMC Racing Team       | 3h 41' 52" |
| 2  | Warren Barguil (FRA)     | Team Giant-Alpecin    | + 4"       |
| 3  | Pierre Latour (FRA)      | AG2R La Mondiale      | + 7"       |
| 4  | Tejay van Garderen (USA) | BMC Racing Team       | + 9"       |
| 5  | Wilco Kelderman (NED)    | Team LottoNL-Jumbo    | + 9"       |
| 6  | Geraint Thomas (GBR)     | Team Sky              | + 12"      |
| 7  | Andrew Talansky (USA)    | Cannondale            | + 12"      |
| 8  | Rui Costa (POR)          | Lampre-Merida         | + 16"      |
| 9  | Michele Scarponi (ITA)   | Astana Qazaqstan Team | + 16"      |
| 10 | Miguel Ángel López (COL) | Astana Qazaqstan Team | + 16"      |

|    | Ciclista                 | Equip                 | Temps       |
| -- | ------------------------ | --------------------- | ----------- |
| 1  | Pierre Latour (FRA)      | AG2R La Mondiale      | 18h 04' 54" |
| 2  | Wilco Kelderman (NED)    | Team LottoNL-Jumbo    | m.t.        |
| 3  | Geraint Thomas (GBR)     | Team Sky              | + 5"        |
| 4  | Warren Barguil (FRA)     | Team Giant-Alpecin    | + 16"       |
| 5  | Tejay van Garderen (USA) | BMC Racing Team       | + 18"       |
| 6  | Andrew Talansky (USA)    | Cannondale            | + 19"       |
| 7  | Gorka Izagirre (ESP)     | Movistar Team         | + 27"       |
| 8  | Ion Izagirre (ESP)       | Movistar Team         | + 30"       |
| 9  | Miguel Ángel López (COL) | Astana Qazaqstan Team | + 34"       |
| 10 | Jarlinson Pantano (COL)  | IAM Cycling           | + 34"       |

### 5a etapa
16 de juny. Weesen - Amden, 162,8 km
|    | Ciclista                  | Equip                  | Temps      |
| -- | ------------------------- | ---------------------- | ---------- |
| 1  | Pieter Weening (NED)      | Roompot Oranje Peloton | 4h 33' 47" |
| 2  | Maximiliano Richeze (ARG) | Etixx-Quick Step       | + 2' 37"   |
| 3  | Maciej Paterski (POL)     | CCC Sprandi Polkowice  | + 3' 57"   |
| 4  | Kristjan Koren (NED)      | Cannondale             | + 4' 13"   |
| 5  | Wilco Kelderman (NED)     | Team LottoNL-Jumbo     | + 4' 31"   |
| 6  | Andrew Talansky (USA)     | Cannondale             | + 4' 31"   |
| 7  | Warren Barguil (FRA)      | Team Giant-Alpecin     | + 4' 31"   |
| 8  | Ion Izagirre (ESP)        | Movistar Team          | + 4' 35"   |
| 9  | Miguel Ángel López (COL)  | Astana Qazaqstan Team  | + 4' 36"   |
| 10 | Simon Špilak (SLO)        | Team Katusha           | + 4' 39"   |

|    | Ciclista                 | Equip                 | Temps       |
| -- | ------------------------ | --------------------- | ----------- |
| 1  | Wilco Kelderman (NED)    | Team LottoNL-Jumbo    | 22h 43' 12" |
| 2  | Warren Barguil (FRA)     | Team Giant-Alpecin    | + 16"       |
| 3  | Andrew Talansky (USA)    | Cannondale            | + 19"       |
| 4  | Ion Izagirre (ESP)       | Movistar Team         | + 34"       |
| 5  | Miguel Ángel López (COL) | Astana Qazaqstan Team | + 39"       |
| 6  | Pierre Latour (FRA)      | AG2R La Mondiale      | + 51"       |
| 7  | Simon Špilak (SLO)       | Team Katusha          | + 52"       |
| 8  | Geraint Thomas (GBR)     | Team Sky              | + 56"       |
| 9  | Gorka Izagirre (ESP)     | Movistar Team         | + 59"       |
| 10 | Jarlinson Pantano (COL)  | IAM Cycling           | + 1' 03"    |

### 6a etapa
17 de juny. Arbon - Sölden, 224,3 km
|    | Ciclista                 | Equip                 | Temps      |
| -- | ------------------------ | --------------------- | ---------- |
| 1  | Tejay van Garderen (USA) | BMC Racing Team       | 6h 26' 13" |
| 2  | Miguel Ángel López (COL) | Astana Qazaqstan Team | + 16"      |
| 3  | Warren Barguil (FRA)     | Team Giant-Alpecin    | + 16"      |
| 4  | Jarlinson Pantano (COL)  | IAM Cycling           | + 31"      |
| 5  | Andrew Talansky (USA)    | Cannondale            | + 33"      |
| 6  | Simon Špilak (SLO)       | Team Katusha          | + 43"      |
| 7  | Rui Costa (POR)          | Lampre-Merida         | + 49"      |
| 8  | Ion Izagirre (ESP)       | Movistar Team         | + 49"      |
| 9  | Víctor de la Parte (ESP) | CCC Sprandi Polkowice | + 59"      |
| 10 | Jan Hirt (CZE)           | CCC Sprandi Polkowice | + 59"      |

|    | Ciclista                 | Equip                 | Temps       |
| -- | ------------------------ | --------------------- | ----------- |
| 1  | Warren Barguil (FRA)     | Team Giant-Alpecin    | 29h 09' 53" |
| 2  | Miguel Ángel López (COL) | Astana Qazaqstan Team | + 21"       |
| 3  | Andrew Talansky (USA)    | Cannondale            | + 24"       |
| 4  | Ion Izagirre (ESP)       | Movistar Team         | + 55"       |
| 5  | Jarlinson Pantano (COL)  | IAM Cycling           | + 1' 06"    |
| 6  | Simon Špilak (SLO)       | Team Katusha          | + 1' 07"    |
| 7  | Tejay van Garderen (USA) | BMC Racing Team       | + 1 31"     |
| 8  | Geraint Thomas (GBR)     | Team Sky              | + 1' 36"    |
| 9  | Wilco Kelderman (NED)    | Team LottoNL-Jumbo    | + 1' 39"    |
| 10 | Rui Costa (POR)          | Lampre-Merida         | + 1' 55"    |

### 7a etapa
18 de juny. Davos - Davos, 16,8 km
|    | Ciclista                   | Equip                 | Temps   |
| -- | -------------------------- | --------------------- | ------- |
| 1  | Ion Izagirre (ESP)         | Movistar Team         | 21' 31" |
| 2  | Miguel Ángel López (COL)   | Astana Qazaqstan Team | + 18"   |
| 3  | Fabian Cancellara (SUI)    | Trek-Segafredo        | + 19"   |
| 4  | Wilco Kelderman (NED)      | Team LottoNL-Jumbo    | + 21"   |
| 5  | Andrew Talansky (USA)      | Cannondale            | + 23"   |
| 6  | Jonathan Castroviejo (ESP) | Movistar Team         | + 24"   |
| 7  | Jarlinson Pantano (COL)    | IAM Cycling           | + 25"   |
| 8  | Michael Matthews (AUS)     | Orica-GreenEDGE       | + 25"   |
| 9  | Geraint Thomas (GBR)       | Team Sky              | + 33"   |
| 10 | Tejay van Garderen (USA)   | BMC Racing Team       | + 34"   |

|    | Ciclista                 | Equip                 | Temps       |
| -- | ------------------------ | --------------------- | ----------- |
| 1  | Miguel Ángel López (COL) | Astana Qazaqstan Team | 29h 32' 03" |
| 2  | Andrew Talansky (USA)    | Cannondale            | + 8"        |
| 3  | Ion Izagirre (ESP)       | Movistar Team         | + 16"       |
| 4  | Warren Barguil (FRA)     | Team Giant-Alpecin    | + 18"       |
| 5  | Jarlinson Pantano (COL)  | IAM Cycling           | + 52"       |
| 6  | Wilco Kelderman (NED)    | Team LottoNL-Jumbo    | + 1' 21"    |
| 7  | Tejay van Garderen (USA) | BMC Racing Team       | + 1 26"     |
| 8  | Geraint Thomas (GBR)     | Team Sky              | + 1' 30"    |
| 9  | Simon Špilak (SLO)       | Team Katusha          | + 1' 31"    |
| 10 | Rui Costa (POR)          | Lampre-Merida         | + 2' 09"    |

### 8a etapa
19 de juny. Davos - Davos, 57 km
|    | Ciclista                 | Equip                 | Temps      |
| -- | ------------------------ | --------------------- | ---------- |
| 1  | Jarlinson Pantano (COL)  | IAM Cycling           | 1h 23' 55" |
| 2  | Sergey Chernetskiy (RUS) | Team Katusha          | m.t.       |
| 3  | Ion Izagirre (ESP)       | Movistar Team         | m.t.       |
| 4  | Miguel Ángel López (COL) | Astana Qazaqstan Team | m.t.       |
| 5  | Tejay van Garderen (USA) | BMC Racing Team       | m.t.       |
| 6  | Rui Costa (POR)          | Lampre-Merida         | m.t.       |
| 7  | Warren Barguil (FRA)     | Team Giant-Alpecin    | m.t.       |
| 8  | Andrew Talansky (USA)    | Cannondale            | + 56"      |
| 9  | Víctor de la Parte (ESP) | CCC Sprandi Polkowice | + 56"      |
| 10 | Joe Dombrowski (USA)     | Cannondale            | + 56"      |

|    | Ciclista                 | Equip                 | Temps       |
| -- | ------------------------ | --------------------- | ----------- |
| 1  | Miguel Ángel López (COL) | Astana Qazaqstan Team | 30h 55' 58" |
| 2  | Ion Izagirre (ESP)       | Movistar Team         | + 12"       |
| 3  | Warren Barguil (FRA)     | Team Giant-Alpecin    | + 18"       |
| 4  | Jarlinson Pantano (COL)  | IAM Cycling           | + 42"       |
| 5  | Andrew Talansky (USA)    | Cannondale            | + 1' 04"    |
| 6  | Tejay van Garderen (USA) | BMC Racing Team       | + 1 26"     |
| 7  | Rui Costa (POR)          | Lampre-Merida         | + 2' 09"    |
| 8  | Wilco Kelderman (NED)    | Team LottoNL-Jumbo    | + 2' 38"    |
| 9  | Simon Špilak (SLO)       | Team Katusha          | + 2' 48"    |
| 10 | Sergey Chernetskiy (RUS) | Team Katusha          | + 5' 08"    |

## Classificacions finals

### Classificació general
|    | Ciclista                 | Equip                 | Temps       |
| -- | ------------------------ | --------------------- | ----------- |
| 1  | Miguel Ángel López (COL) | Astana Qazaqstan Team | 30h 55' 58" |
| 2  | Ion Izagirre (ESP)       | Movistar Team         | + 12"       |
| 3  | Warren Barguil (FRA)     | Team Giant-Alpecin    | + 18"       |
| 4  | Jarlinson Pantano (COL)  | IAM Cycling           | + 42"       |
| 5  | Andrew Talansky (USA)    | Cannondale            | + 1' 04"    |
| 6  | Tejay van Garderen (USA) | BMC Racing Team       | + 1 26"     |
| 7  | Rui Costa (POR)          | Lampre-Merida         | + 2' 09"    |
| 8  | Wilco Kelderman (NED)    | Team LottoNL-Jumbo    | + 2' 38"    |
| 9  | Simon Špilak (SLO)       | Team Katusha          | + 2' 48"    |
| 10 | Sergey Chernetskiy (RUS) | Team Katusha          | + 5' 08"    |

|   | Ciclista                  | Equip                 | Punts |
| - | ------------------------- | --------------------- | ----- |
| 1 | Maximiliano Richeze (ARG) | Etixx-Quick Step      | 56    |
| 2 | Peter Sagan (SVK)         | Team Tinkoff          | 26    |
| 3 | Miguel Ángel López (COL)  | Astana Qazaqstan Team | 20    |
| 4 | Ion Izagirre (ESP)        | Movistar Team         | 18    |
| 5 | Iljo Keisse (BEL)         | Etixx-Quick Step      | 18    |

|   | Ciclista                 | Equip                  | Punts |
| - | ------------------------ | ---------------------- | ----- |
| 1 | Antwan Tolhoek (NED)     | Roompot Oranje Peloton | 104   |
| 2 | Pieter Weening (NED)     | Roompot Oranje Peloton | 50    |
| 3 | Darwin Atapuma (COL)     | BMC Racing Team        | 42    |
| 4 | Tejay van Garderen (USA) | BMC Racing Team        | 39    |
| 5 | Miguel Ángel López (COL) | Astana Qazaqstan Team  | 30    |

### Classificació per equips
| # | Equip                 | Temps       |
| - | --------------------- | ----------- |
| 1 | Team Katusha          | 93h 12' 34" |
| 2 | Movistar Team         | + 4' 53"    |
| 3 | BMC Racing Team       | + 7' 33"    |
| 4 | CCC Sprandi Polkowice | + 17' 40"   |
| 5 | IAM Cycling           | + 25' 22"   |

### UCI World Tour
La Volta a Suïssa atorga punts per l'UCI World Tour 2016 sols als ciclistes dels equips de categoria ProTeam.
| Posició               | 1r  | 2n | 3r | 4t | 5è | 6è | 7è | 8è | 9è | 10è |
| Classificació general | 100 | 80 | 70 | 60 | 50 | 40 | 30 | 20 | 10 | 4   |
| Per etapa             | 6   | 4  | 2  | 1  | 1  |    |    |    |    |     |

## Evolució de les classificacions
| Etapa | Vencedor            | Classificació general | Classificació de la muntanya | Classificació per punts | Primer suís       | Classificació per equips | Combativitat       |
| ----- | ------------------- | --------------------- | ---------------------------- | ----------------------- | ----------------- | ------------------------ | ------------------ |
| 1     | Fabian Cancellara   | Fabian Cancellara     | no entregat                  | Fabian Cancellara       | Fabian Cancellara | Lotto Soudal             | no entregat        |
| 2     | Peter Sagan         | Jürgen Roelandts      | Matthias Krizek              | Fabian Cancellara       | Fabian Cancellara | Lotto Soudal             | Marcel Wyss        |
| 3     | Peter Sagan         | Peter Sagan           | Antwan Tolhoek               | Peter Sagan             | Silvan Dillier    | Lotto Soudal             | Silvan Dillier     |
| 4     | Maximiliano Richeze | Peter Sagan           | Antwan Tolhoek               | Peter Sagan             | Silvan Dillier    | Lotto Soudal             | Jérémy Maison      |
| 5     | Darwin Atapuma      | Pierre Latour         | Antwan Tolhoek               | Peter Sagan             | Mathias Frank     | Team Sky                 | Darwin Atapuma     |
| 6     | Pieter Weening      | Wilco Kelderman       | Antwan Tolhoek               | Maximiliano Richeze     | Martin Elmiger    | Lotto Soudal             | Pieter Weening     |
| 7     | Tejay Van Garderen  | Warren Barguil        | Antwan Tolhoek               | Maximiliano Richeze     | Martin Elmiger    | Team Katusha             | Matthias Brändle   |
| 8     | Ion Izagirre        | Miguel Ángel López    | Antwan Tolhoek               | Maximiliano Richeze     | Martin Elmiger    | Team Katusha             | Ion Izagirre       |
| 9     | Jarlinson Pantano   | Miguel Ángel López    | Antwan Tolhoek               | Maximiliano Richeze     | Martin Elmiger    | Team Katusha             | Miguel Ángel López |
| Final | Final               | Miguel Ángel López    | Antwan Tolhoek               | Maximiliano Richeze     | Martin Elmiger    | Team Katusha             | no entregat        |